# هدير مخيمر
هدير مخيمر (مواليد 25 نوفمبر 1997) هي لاعبة رماية مصرية، مثّلت مصر في أولمبياد ريو دي جانيرو 2016 في منافسات بندقية هواء 10 متر.

## روابط خارجية
- هدير مخيمر على موقع الاتحاد الدولي (الإنجليزية)
- هدير مخيمر على موقع أوليمبيديا (الإنجليزية)